# Макаркин, Алексей Владимирович
Алексе́й Влади́мирович Мака́ркин (род. 18 августа 1971, Москва) — российский политолог, журналист, историк, колумнист, преподаватель. Первый вице-президент Центра политических технологий. В 2018—2023 годах — профессор Высшей школы экономики.

## Биография
Родился 18 августа 1971 года в Москве. Закончил известную московскую физико-математическую школу № 444. В 1988 году поступил в Московский историко-архивный институт и в 1993 году с отличием его окончил (уже как Российский государственный гуманитарный университет) по специальности «Историко-архивоведение» с квалификацией «Историк-архивист» на Факультете архивного дела Историко-архивного института. Во время учебы в 1989 году участвовал в избирательной кампании ректора института Юрия Афанасьева по выборам народных депутатов СССР (Ногинский территориальный округ № 36 в Московской области).
В 1993—1994 годах работал младшим научным сотрудником в Институте мировой экономики и международных отношений РАН. Учился политологии у Кирилла Георгиевича Холодковского.
В 1994 году увлёкся журналистикой и пришел в газету «Сегодня», оставался ее сотрудником вплоть до закрытия издания в 2001 году. Работал там сначала аналитиком, потом руководителем подразделения «Досье» (1994—1997), затем руководителем контрольно-справочной службы (1997—1999), позднее обозревателем, ведущим исторической рубрики «Времена» (вместе с Ольгой Пашковой), автором материалов на историческую тематику (1999—2001). 
В 1995 году начал сотрудничать с Центром политических технологий (ЦПТ), с 1997 года был ведущим экспертом ЦПТ. В декабре 2000 года начал работать в ЦПТ в качестве руководителя аналитического департамента, занимал эту должность до ноября 2005 года. Параллельно продолжал работать как журналист — в 2001—2003 годах вёл колонку в сетевом издании «Еженедельный журнал». С февраля 2004 по январь 2008 года — заместитель генерального директора, с 2008 по ноябрь 2017 года и вновь с июля 2018 года — первый вице-президент ЦПТ. С ноября 2017 по июль 2018 года был ведущим экспертом ЦПТ. С мая 2001 года является автором и членом редакционной коллегии, с 2005 года — также главным редактором принадлежащего ЦПТ информационного сайта политических комментариев «ПОЛИТКОМ.RU». С 2017 года — автор Telegram-канала ЦПТ «Bunin & Co». 
С 2018 по 2023 год преподавал в Высшей школе экономики, где был профессором Департамента политической науки Факультета социальных наук (в 2019 году реорганизован в Департамент политики и управления Факультета социальных наук), читал такие курсы, как «Политический менеджмент», «Политическое управление», «Политические исследования в интересах кандидатов и партий», «Современный GR: как все работает на практике», «Современная российская политика» и другие. В феврале 2023 года кадровая комиссия Учёного совета ВШЭ под председательством Владимира Шадрикова рекомендовала Учёному совету ВШЭ не переизбирать Макаркина на должность профессора Высшей школы экономики. Большинством голосов совета 1 марта не был избран (конкурс не прошёл). 
Выступает с аналитическими материалами и комментариями в многочисленных российских и зарубежных СМИ. Продолжает сотрудничество с «Ежедневным журналом», преемником «Еженедельного журнала». Печатается во многих изданиях, публикуя статьи на исторические и политические темы, которые вызывают интерес в научном сообществе. Постоянный эксперт Московской школы политических исследований.